# زياد بارود
زياد بارود (1970 -)، محامي ووزير الداخلية والبلديات اللبناني الأسبق.

## حياته العلمية والعملية
- تلقى تعليمة ما قبل الجامعي في معهد القديس يوسف في عينطورة، ثم أكمل دراسته الجامعية في كلية الحقوق بجامعة القديس يوسف. وبعد تخرجه من الجامعة عمل في مكتب المحاماة للبروفيسور إبراهيم نجار وتدرج فيه إلى أن استقل بمكتبه الخاص بعام 2003، ويعمل الآن محامي في الاستئناف ومقرر اللجنة التشريعية لنقابة المحامين في بيروت، كما أنه يحاضر في القانون في جامعة القديس يوسف، كما حاضر في المعهد العالي وفي جامعة الروح القدس وفي الجامعة الأنطونية.
- له العديد من المشاركات في الهيئات واللجان الرسمية والمدنية:
  - مستشار برنامج الأمم المتحدة الإنمائي منذ عام 2001.
  - مستشار قانوني لعدد من المنظمات الدولية في بيروت.
  - المستشار القانوني لوحدة دعم المنظمات غير الحكومية في وزارة الشؤون الاجتماعية.
  - عضو لجنة تحديث القوانين في وزارة العدل التي ترأسها الوزير بهيج طبارة ثم الوزير الدكتور خالد قباني وذلك بالفترة بين 1997 - 2005.
  - عضو لجنة تأليف كتاب التربية المدنية للصف الثانوي الثالث.
  - باحث في المركز اللبناني للدراسات.
  - تولى رئاسة الأمانة العامة للجمعية اللبنانية من أجل ديموقراطية الانتخابات في الفترة بين 2004 – 2005.
  - عضو بمجلس إدارة نهار الشباب التي تصدر عن جريدة النهار، وعضو بمجلس إدارة الجمعية اللبنانية لتعزيز الشفافية - لا فساد، وعضو مجلس أمناء جمعية بيروت ماراثون.
  - اختير في المنتدى الاقتصادي العالمي من بين 250 قياديًا شابًا عام 2007.
  - شارك في مؤتمر سان كلو في فرنسا بدعوة من الخارجية الفرنسية كأحد ممثلي المجتمع المدني.
  - عضو اللجنة الوطنية للأونيسكو.
  - عضو الهيئة الوطنية لقانون الانتخاب برئاسة الوزير السابق فؤاد بطرس.
- له العديد من المؤلفات القانونية والأوراق البحثية في مسائل دستورية وانتخابية وحول اللا مركزية الإدارية وقوانين الجمعيات والأحزاب وقطاع التربية والتعليم والشباب.
- في 11 يوليو 2008 عين وزيرًا للداخلية والبلديات في حكومة الرئيس فؤاد السنيورة بعهد الرئيس ميشال سليمان والتي استمرت إلى 9 نوفمبر 2009 عندما شكلت حكومة الرئيس سعد الدين الحريري بعهد الرئيس ميشال سليمان والتي احتفظ فيها بمنصب وزير الداخلية والبلديات، وظل في المنصب حتى 13 يونيو 2011.

## حياته الأسرية
متزوج من ليندا كرم ولديهما:
- تيو روفايل.
- إلسا كارول.
- ايلا-ماريا

## مواقع خارجية
- موقع وزارة الداخلية اللبنانية.
- الهيئة الوطنية الخاصة بقانون الانتخابات النيابية.